# Jambak (Cikedung)
Jambak is een bestuurslaag in het regentschap Indramayu van de provincie West-Java, Indonesië. Jambak telt 4764 inwoners (volkstelling 2010).